# Cooper T86

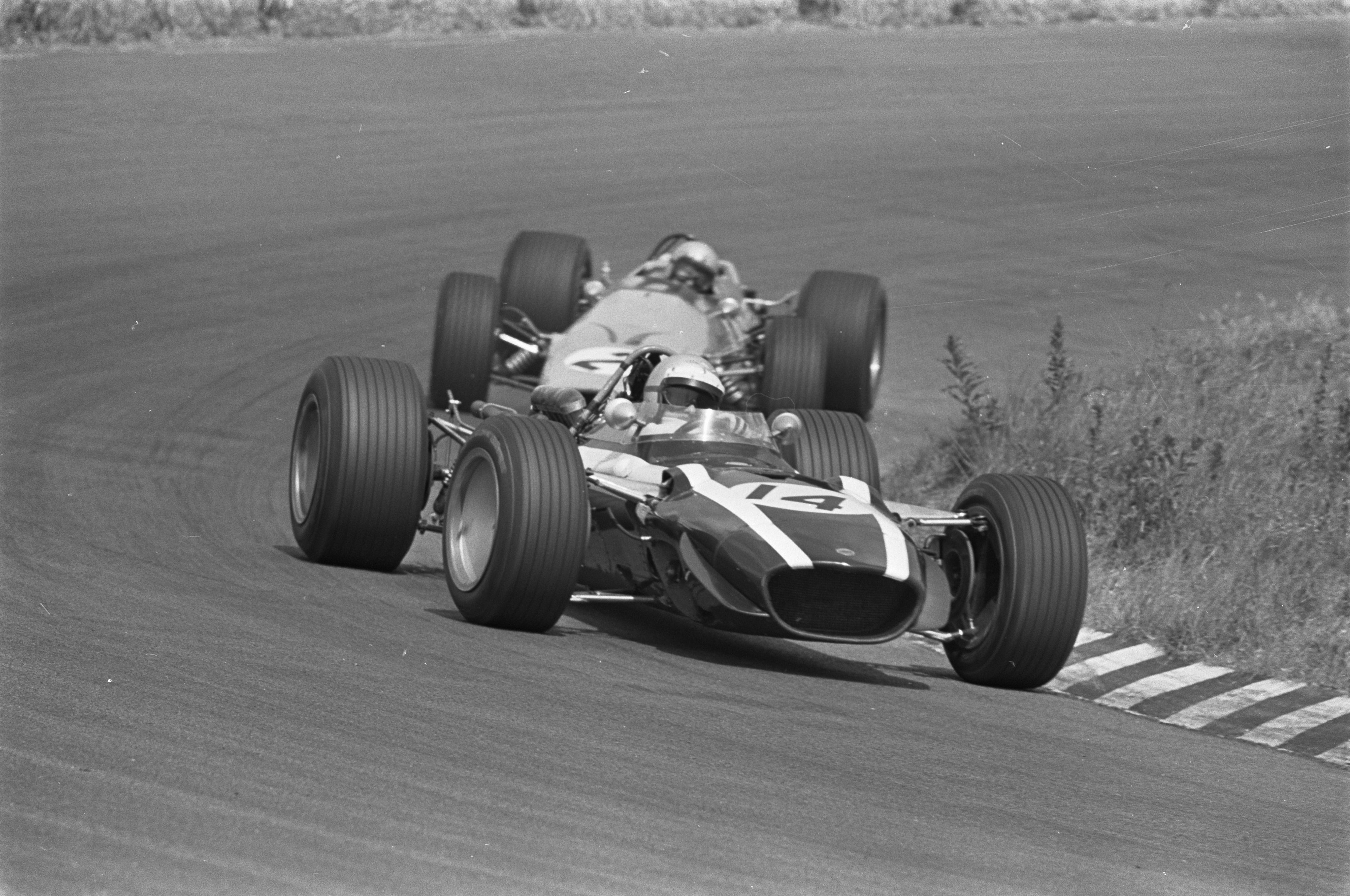
Lucien Bianchi im T86B beim Großen Preis der Niederlande 1968

Der Cooper T86 war ein Formel-1-Rennwagen, den das britische Formel-1-Team Cooper 1967 und 1968 einsetzte.

## Entwicklungsgeschichte und Technik
1967 brachte Cooper mit dem T86 ab Mitte der Saison ein neues Rennfahrzeug, um den völlig veralteten T81 zu ersetzen. Der T86 war ein engagierter Versuch, einen Leichtgewicht-Formel-1-Rennwagen zu bauen. Der Wagen war extrem leicht, sehr niedrig und schmäler als sein Vorgänger. Jedoch blieb der Maserati-Motor das echte Problem von Cooper. Der Motor war viel zu schwer und brauchte zu viel Treibstoff. Der Leichtbauwagen wurde 1967 nur viermal eingesetzt und fiel jedes Mal aus.
1968 wandten sich die Verantwortlichen von Cooper an B.R.M., um den ungeliebten V-12-Motor von Maserati ersetzen zu können. Nachdem der Versuch mit dem Leichtbau T86 gescheitert war, hatte der T86B wieder ein Monocoque in voller Länge. Der 12-Zylinder-Motor von B.R.M. war zwar leichter als das Maserati-Triebwerk, aber das Aggregat war der schwächste Motor der Saison 1968. Der Wagen bekam verbesserte Vorderbremsen und ab Mitte der Saison hinten und vorne Flügel.

## Renngeschichte
Das Cooper-Team war, unabhängig von der motorischen Unterlegenheit, die gesamte Saison nicht vom Glück verfolgt. Ludovico Scarfiotti, der von Ferrari zu Cooper wechselte, verunglückte beim Bergrennen auf der Roßfeldhöhenringstraße mit einem Porsche 909 Bergspyder tödlich. Brian Redman fiel nach einem schweren Unfall beim Großen Preis von Belgien fast die gesamte Saison aus. Vic Elford und Lucien Bianchi, die als Ersatzpiloten engagiert wurden, füllten die Lücke jedoch mit Bravour aus. Sowohl beim Rennen in Spanien wie auch in Monaco erreichten die beiden jeweils den dritten und vierten Gesamtrang.
Am Ende der Saison 1968 gab es mit dem sechsten Rang die letzte Platzierung für den britischen Rennstall in der Konstrukteursmeisterschaft der Formel 1.
Ein T86B wurde für die Formel 5000 umgerüstet und an einen Privatier verkauft, der das Fahrzeug ab 1969 einsetzte. Ein T86C mit Alfa-Romeo-Motor wurde nie ganz fertig. Vic Elford kam 1969 mit einem privaten T86 in Monaco noch einmal in die Nähe der Punkteränge, als er Siebter wurde. Damit endete die Ära von Cooper in der Formel 1.